# 哈康·馬格努森
哈康·馬格努森（約1068年—1095年2月），挪威國王（1093年－1095年）。哈康·馬格努森只是挪威部分地方認可他的國王地位，因此他的統治意義並不重要，通常都不把他當作挪威國王來排序。
哈康·馬格努森是挪威國王哈拉爾三世的孫子、馬格努斯二世的兒子，也是奧拉夫三世的侄子。哈康差不多在父親逝世時出生。他是由居德布蘭河谷的托爾斯泰格寄養的在農場中長大。 1090年，哈康·馬格努森對比亚马兰地區（今俄羅斯北部的阿爾漢格爾斯克地區）進行維京探索。
在奧拉夫三世去世後，哈康·馬格努森在特隆赫姆被擁戴為挪威國王，而堂兄赤腳王馬格努斯三世則在維肯被擁戴為國王。哈康·馬格努森很快就與馬格努斯三世發生衝突，戰爭似乎無可避免。1095年，馬格努斯三世準備對哈康·馬格努森採取軍事行動，但是對哈康·馬格努森的軍隊陣容強大感到震驚，只好穿過多夫勒山脈而避開從特隆赫姆來的哈康·馬格努森軍隊。然而，哈康在多夫勒山脈行軍期間突然逝世。馬格努斯被統治為挪威唯一的國王。他們抓住了被絞死的哈康·馬格努森的養父。